# Dani Carvajal
Ne doit pas être confondu avec Danny Carvajal.
Pour les articles homonymes, voir Carvajal.
Carvajal  Ramos est un nom espagnol. Le premier nom de famille, en général paternel, est Carvajal ; le second, en général maternel, souvent omis, est Ramos.
Daniel Carvajal Ramos, dit Dani Carvajal, né le 11 janvier 1992 à Leganés en Espagne, est un footballeur international espagnol qui évolue au poste d'arrière droit et milieu droit au Real Madrid.

## Biographie

### Carrière en club

#### Real Madrid B (2010-2012)
Lors de sa première saison en tant que joueur du Real Madrid B, Daniel Carvajal devient rapidement un pion essentiel, étant aussi le capitaine de l'équipe et inscrivant 2 buts en 38 matchs. Il est un des artisans du retour du Real Madrid B en Segunda División après une absence de cinq ans.

#### Bayer Leverkusen (2012-2013)
Le 11 juillet 2012, après n'avoir obtenu qu'une apparition pour l'équipe première du Real, Daniel Carvajal signe un contrat de cinq ans avec le Bayer Leverkusen et une indemnité de transfert estimée à cinq millions d'euros. Une clause de rachat estimée à 6,5 millions d'euros (après une saison), 7 millions d'euros (après deux saisons) et 8,5 millions d'euros (après trois saisons) est incluse au contrat.
Le joueur fait ses débuts en Bundesliga, le 1er septembre 2012, lors d'une victoire de 2-0 à domicile contre Freiburg et est nommé dans l'équipe-type de la semaine. Il marque son premier but sous ses nouvelles couleurs le 25 novembre, puis le second dans un succès 2-1 face à Hoffenheim.
Le footballeur est considéré comme l'un des trois meilleurs défenseurs droits de Bundesliga à la fin de la saison, derrière Philip Lahm du Bayern Munich et Atsuto Uchida de Schalke 04. Il reçoit 16 % du total des voix des fans.

#### Real Madrid (depuis 2013)

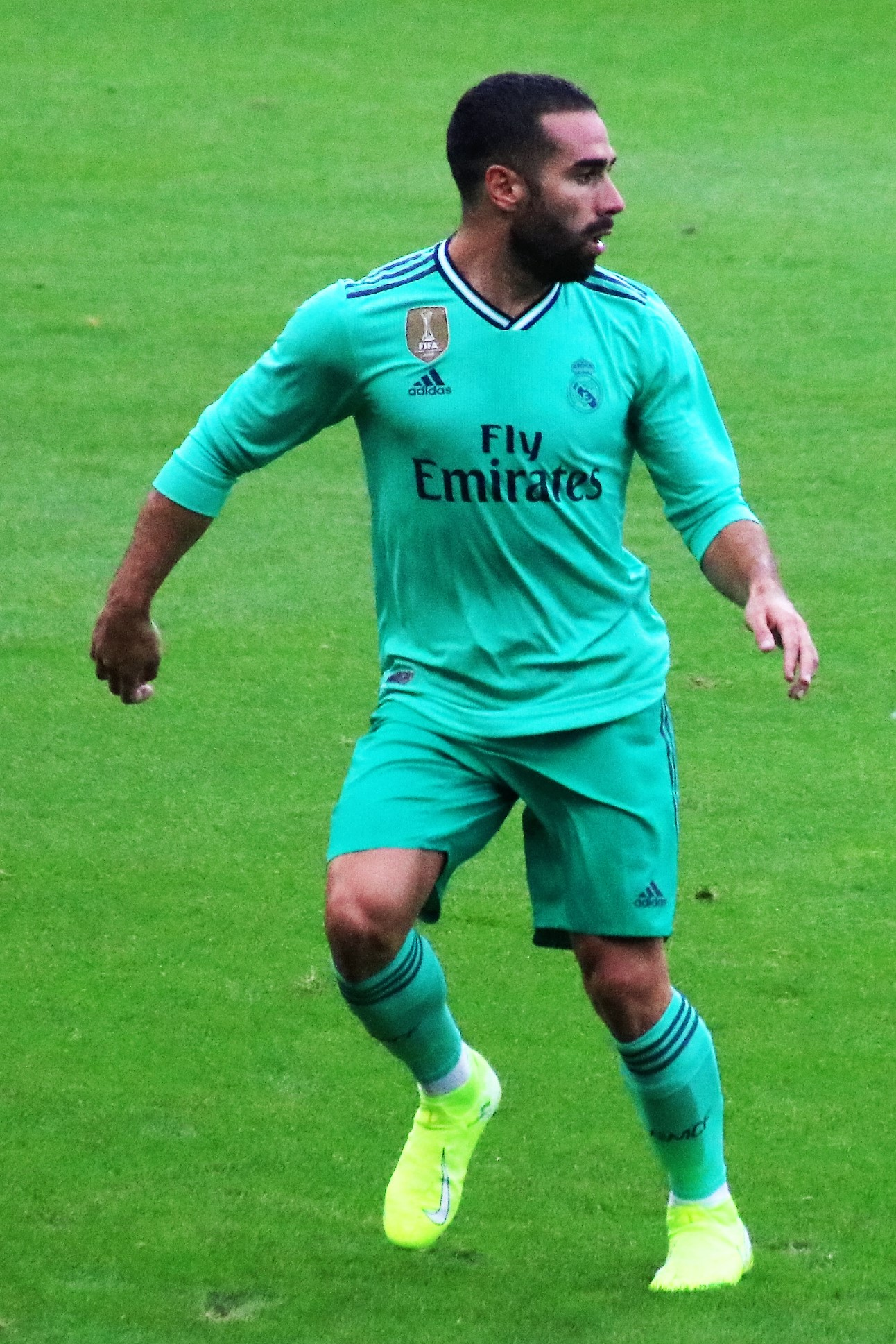
Carvajal avec le Real Madrid en 2019.

Le 3 juin 2013, le Real Madrid exerce sa clause de rachat. Daniel Carvajal est la première recrue du mercato d'été pour la saison 2013-2014. Cette opération est confirmée par le directeur de Bayer Leverkusen, Rudi Völler : « Le Real Madrid a remarqué les performances exceptionnelles de Dani cette saison, et ce n'était qu'une question de temps avant qu'ils exercent leur option de rachat. » Peu de temps après ce transfert, l'athlète exprime son bonheur de revenir en remerciant le président, les fans et le club lors d'une conférence de presse.
Carvajal fait ses débuts en Liga le 18 août 2013 dans une victoire à domicile contre le Real Betis. Un mois plus tard, il joue son premier match de Ligue des Champions, lors d'une victoire face au Galatasaray dans la phase de groupes.
Le défenseur joue 45 matchs dès sa première saison et marque deux fois en Liga, contre le Rayo Vallecano et Osasuna. Il joue également l'intégralité des 120 minutes de la finale victorieuse de la Ligue des champions contre l'Atlético Madrid.
En 2014, l'Espagnol remporte avec le Real Madrid la Super Coupe de l'UEFA, et la Coupe du Monde des Clubs contre le club argentin de San Lorenzo.
Le 8 juillet 2015, le joueur signe un nouveau contrat avec les Merengues jusqu'en 2020.
Après des examens poussés, le 30 septembre 2017, le Real Madrid informe dans un communiqué officiel que Daniel Carvajal souffre d’une affection du péricarde, la membrane qui enveloppe le cœur. Cette maladie le pousse à observer une longue période de repos. Cependant, ses jours ne sont pas en danger puisque cela représente une maladie curable qui se soigne avec du repos et un traitement médical.
Le 29 juillet 2021, le footballeur prolonge son contrat avec le Real Madrid jusqu'en juin 2025.
Le 1er juin 2024, Dani Carvajal, Toni Kroos, Nacho et Luka Modric rejoignent Francisco Gento en tête du classement des joueurs qui ont le plus remporté la coupe aux grandes oreilles avec six titres.
En octobre 2024, lors du match de La Liga face à Villarreal, souffre d'une rupture du ligament croisé antérieur du genou droit et de deux autres blessures graves nécessitant une opération. Le club, après sa blessure, prolonge son contrat d'une année supplémentaire, jusqu'en juin 2026,.
Pendant cette période de blessure, il se fait remarquer lors du quart de finale de la Ligue des champions de l'UEFA en ayant un accrochage avec le joueur d'Arsenal, Bukayo Saka, alors qu'il n'avait pas le droit d'accéder au terrain et aux zones techniques.
Pendant la finale de la Coupe d'Espagne de football 2024-2025, il insulte violamment l'arbitre de la rencontre.

### Équipe d'Espagne
Daniel Carvajal joue dans l'équipe d'Espagne des moins de 19 ans avec plusieurs apparitions au cours de l'année 2011.
Le défenseur dispute son premier match avec l'équipe d'Espagne espoirs le 13 novembre 2012 contre l'Italie. Il est titularisé et son équipe s'impose par trois buts à un. Carvajal marque son premier but avec les espoirs le 5 septembre 2013 contre l'Autriche. Il ouvre le score après deux minutes de jeu et délivre également deux passes décisives dans ce match que les jeunes espagnols remportent par six buts à deux.
Il honore sa première sélection avec l'équipe nationale d'Espagne le 4 septembre 2014, lors d'un match amical face à la France. Il est titularisé ce jour-là, puis remplacé par Isco. La France s'impose par un but à zéro lors de cette rencontre.
Membre d'une liste provisoire de 25 joueurs espagnols sélectionnés pour disputer l'Euro 2016, Carvajal ne fait pas partie de la liste définitive de 23 joueurs annoncée le 31 mai. Blessé au muscle ilio-psoas droit lors de la finale de la Ligue des champions de l'UEFA 2015-2016, il ne peut être rétabli pour la compétition continentale et est remplacé dans la sélection espagnole par Héctor Bellerín,.
Le joueur est retenu dans la liste des 23 joueurs de l'équipe nationale d'Espagne pour participer à la coupe du monde 2018 qui se déroule en Russie.
Touché à la jambe droite, Daniel Carvajal n'est pas inclus dans la liste de Luis Enrique pour participer à l'Euro 2020.
Le 11 novembre 2022, le footballeur fait partie de la sélection de 26 joueurs établie par Luis Enrique pour participer à la Coupe du monde 2022.
En juin 2023, il fait partie de la sélection disputant la phase finale de la Ligue des nations. En finale face à la Croatie, il entre en jeu au cours des prolongations à la place de Jesús Navas. Lors des tirs au but, il marque le dernier tir espagnol, offrant le trophée à sa sélection.
En mai 2024, il figure dans une liste élargie de 29 joueurs appelés par Luis de la Fuente pour l'Euro 2024 puis il fait partie de la liste définitive de 26 joueurs publiée le 7 juin,. Le 15 juin, il inscrit son premier but en sélection lors du premier match de poules face à la Croatie sur un centre en retrait de Lamine Yamal.

### Politique
Dani Carvajal est proche du parti politique espagnol d'extrème-droite Vox. Il a notamment invité son leader dans sa loge du Stade Santiago-Bernabéu.

## Statistiques

### En club
| Saison                | Club                  | Championnat           | Championnat | Championnat | Championnat | Coupe(s) nationale(s) | Coupe(s) nationale(s) | Coupe(s) nationale(s) | Supercoupe | Supercoupe | Supercoupe | Compétition(s) continentale(s) | Compétition(s) continentale(s) | Compétition(s) continentale(s) | Compétition(s) continentale(s) | Supercoupe UEFA | Supercoupe UEFA | Supercoupe UEFA | Autres compétitions | Autres compétitions | Autres compétitions | Autres compétitions | Total | Total | Total |
| Saison                | Club                  | Division              | M.          | B.          | P.d.        | M.                    | B.                    | P.d.                  | M.         | B.         | P.d.       | Comp.                          | M.                             | B.                             | P.d.                           | M.              | B.              | P.d.            | Comp.               | M.                  | B.                  | P.d.                | M.    | B.    | P.d.  |
| 2010-2011             | Real Madrid Castilla  | Segunda B             | 30          | 1           | 2           | -                     | -                     | -                     | -          | -          | -          | -                              | -                              | -                              | -                              | -               | -               | -               | -                   | -                   | -                   | -                   | 30    | 1     | 2     |
| 2011-2012             | Real Madrid Castilla  | Segunda B             | 38          | 2           | 7           | -                     | -                     | -                     | -          | -          | -          | -                              | -                              | -                              | -                              | -               | -               | -               | -                   | -                   | -                   | -                   | 38    | 2     | 7     |
| Sous-total            | Sous-total            | Sous-total            | 68          | 3           | 9           | -                     | -                     | -                     | -          | -          | -          | -                              | -                              | -                              | -                              | -               | -               | -               | -                   | -                   | -                   | -                   | 68    | 3     | 9     |
| 2012-2013             | Bayer Leverkusen      | Bundesliga            | 32          | 1           | 6           | 2                     | 0                     | 0                     | -          | -          | -          | C3                             | 2                              | 0                              | 0                              | -               | -               | -               | -                   | -                   | -                   | -                   | 36    | 1     | 6     |
| 2013-2014             | Real Madrid           | Liga                  | 31          | 2           | 2           | 4                     | 0                     | 0                     | -          | -          | -          | C1                             | 10                             | 0                              | 1                              | -               | -               | -               | -                   | -                   | -                   | -                   | 45    | 2     | 3     |
| 2014-2015             | Real Madrid           | Liga                  | 30          | 0           | 3           | 3                     | 0                     | 0                     | 2          | 0          | 0          | C1                             | 5                              | 0                              | 1                              | 1               | 0               | 0               | CMC                 | 2                   | 0                   | 1                   | 43    | 0     | 5     |
| 2015-2016             | Real Madrid           | Liga                  | 22          | 0           | 4           | -                     | -                     | -                     | -          | -          | -          | C1                             | 8                              | 1                              | 1                              | -               | -               | -               | -                   | -                   | -                   | -                   | 30    | 1     | 5     |
| 2016-2017             | Real Madrid           | Liga                  | 23          | 0           | 4           | 4                     | 0                     | 2                     | -          | -          | -          | C1                             | 11                             | 0                              | 5                              | 1               | 1               | 0               | CMC                 | 2                   | 0                   | 0                   | 41    | 1     | 11    |
| 2017-2018             | Real Madrid           | Liga                  | 25          | 0           | 2           | 4                     | 0                     | 1                     | 2          | 0          | 0          | C1                             | 8                              | 0                              | 2                              | 1               | 0               | 1               | CMC                 | 1                   | 0                   | 0                   | 41    | 0     | 6     |
| 2018-2019             | Real Madrid           | Liga                  | 24          | 1           | 2           | 4                     | 0                     | 2                     | -          | -          | -          | C1                             | 6                              | 0                              | 1                              | 1               | 0               | 0               | CMC                 | 2                   | 0                   | 0                   | 37    | 1     | 5     |
| 2019-2020             | Real Madrid           | Liga                  | 31          | 1           | 5           | 2                     | 0                     | 1                     | 2          | 0          | 0          | C1                             | 7                              | 0                              | 1                              | -               | -               | -               | -                   | -                   | -                   | -                   | 42    | 1     | 7     |
| 2020-2021             | Real Madrid           | Liga                  | 13          | 0           | 2           | -                     | -                     | -                     | -          | -          | -          | C1                             | 2                              | 0                              | 0                              | -               | -               | -               | -                   | -                   | -                   | -                   | 15    | 0     | 2     |
| 2021-2022             | Real Madrid           | Liga                  | 24          | 1           | 3           | 0                     | 0                     | 0                     | 1          | 0          | 0          | C1                             | 11                             | 0                              | 1                              | -               | -               | -               | -                   | -                   | -                   | -                   | 36    | 1     | 4     |
| 2022-2023             | Real Madrid           | Liga                  | 27          | 0           | 2           | 3                     | 0                     | 0                     | 2          | 0          | 0          | C1                             | 11                             | 0                              | 1                              | 1               | 0               | 0               | CMC                 | 1                   | 0                   | 1                   | 45    | 0     | 4     |
| 2023-2024             | Real Madrid           | Liga                  | 28          | 4           | 3           | 1                     | 0                     | 0                     | 2          | 1          | 1          | C1                             | 10                             | 1                              | 1                              | -               | -               | -               | -                   | -                   | -                   | -                   | 41    | 6     | 5     |
| 2024-2025             | Real Madrid           | Liga                  | 8           | 1           | 0           | -                     | -                     | -                     | -          | -          | -          | C1                             | 2                              | 0                              | 1                              | 1               | 0               | 0               | CMC                 | 1                   | 0                   | 0                   | 12    | 1     | 1     |
| Sous-total            | Sous-total            | Sous-total            | 286         | 10          | 32          | 25                    | 0                     | 6                     | 11         | 1          | 1          | -                              | 91                             | 2                              | 16                             | 6               | 1               | 2               | -                   | 9                   | 0                   | 2                   | 428   | 14    | 59    |
| Total sur la carrière | Total sur la carrière | Total sur la carrière | 386         | 14          | 47          | 27                    | 0                     | 6                     | 11         | 1          | 1          | -                              | 93                             | 2                              | 16                             | 6               | 1               | 2               | -                   | 9                   | 0                   | 2                   | 532   | 18    | 74    |

### En sélection nationale
| Saison                | Sélection             | Phases finales                                   | Phases finales | Phases finales | Phases finales | Éliminatoires CDM | Éliminatoires CDM | Éliminatoires CDM | Éliminatoires EURO | Éliminatoires EURO | Éliminatoires EURO | Ligue Nations UEFA | Ligue Nations UEFA | Ligue Nations UEFA | Matchs amicaux | Matchs amicaux | Matchs amicaux | Total | Total | Total |
| Saison                | Sélection             | Compétition                                      | M              | B              | Pd             | M                 | B                 | Pd                | M                  | B                  | Pd                 | M                  | B                  | Pd                 | M              | B              | Pd             | M     | B     | Pd    |
| --------------------- | --------------------- | ------------------------------------------------ | -------------- | -------------- | -------------- | ----------------- | ----------------- | ----------------- | ------------------ | ------------------ | ------------------ | ------------------ | ------------------ | ------------------ | -------------- | -------------- | -------------- | ----- | ----- | ----- |
| 2014-2015             | Espagne               | -                                                | -              | -              | -              | -                 | -                 | -                 | 1                  | 0                  | 0                  | -                  | -                  | -                  | 3              | 0              | 0              | 4     | 0     | 0     |
| 2015-2016             | Espagne               | Euro 2016                                        | -              | -              | -              | -                 | -                 | -                 | 1                  | 0                  | 0                  | -                  | -                  | -                  | -              | -              | -              | 1     | 0     | 0     |
| 2016-2017             | Espagne               | -                                                | -              | -              | -              | 4                 | 0                 | 1                 | -                  | -                  | -                  | -                  | -                  | -                  | 3              | 0              | 1              | 7     | 0     | 2     |
| 2017-2018             | Espagne               | Coupe du monde 2018                              | 3              | 0              | 1              | 1                 | 0                 | 0                 | -                  | -                  | -                  | -                  | -                  | -                  | 2              | 0              | 0              | 6     | 0     | 1     |
| 2018-2019             | Espagne               | -                                                | -              | -              | -              | -                 | -                 | -                 | 1                  | 0                  | 0                  | 2                  | 0                  | 1                  | -              | -              | -              | 3     | 0     | 1     |
| 2019-2020             | Espagne               | -                                                | -              | -              | -              | -                 | -                 | -                 | 3                  | 0                  | 0                  | -                  | -                  | -                  | -              | -              | -              | 3     | 0     | 0     |
| 2020-2021             | Espagne               | Euro 2020                                        | -              | -              | -              | -                 | -                 | -                 | -                  | -                  | -                  | 1                  | 0                  | 0                  | -              | -              | -              | 1     | 0     | 0     |
| 2021-2022             | Espagne               | Nations League Finals 2021                       | -              | -              | -              | 1                 | 0                 | 0                 | -                  | -                  | -                  | 2                  | 0                  | 0                  | 1              | 0              | 0              | 4     | 0     | 0     |
| 2022-2023             | Espagne               | Coupe du monde 2022 + Nations League Finals 2023 | 2+1            | 0              | 0              | -                 | -                 | -                 | 2                  | 0                  | 0                  | 1                  | 0                  | 0                  | 1              | 0              | 0              | 7     | 0     | 0     |
| 2023-2024             | Espagne               | Euro 2024                                        | 5              | 1              | 0              | -                 | -                 | -                 | 6                  | 0                  | 2                  | -                  | -                  | -                  | 2              | 0              | 1              | 13    | 1     | 3     |
| 2024-2025             | Espagne               | Nations League Finals 2025                       | -              | -              | -              | -                 | -                 | -                 | -                  | -                  | -                  | 2                  | 0                  | 0                  | -              | -              | -              | 2     | 0     | 0     |
| Total sur la carrière | Total sur la carrière | Total sur la carrière                            | 11             | 1              | 1              | 6                 | 0                 | 1                 | 14                 | 0                  | 2                  | 8                  | 0                  | 1                  | 12             | 0              | 2              | 51    | 1     | 7     |

## Palmarès
| Real Madrid (26) | Équipe d'Espagne (4) |
| --- | --- |
| - Championnat d'Espagne (4) - Champion en 2017, 2020, 2022 et 2024 - Vice-Champion en 2015, 2016 et 2021 - Coupe d'Espagne (2) - Vainqueur 2014 et 2023 - Supercoupe d'Espagne (4) - Vainqueur en 2017, 2020, 2022 et 2024 - Ligue des champions (6) - Vainqueur en 2014, 2016, 2017, 2018, 2022 et 2024 - Supercoupe de l'UEFA (5) - Vainqueur en 2014, 2016, 2017, 2022 et 2024 - Finaliste en 2018 - Coupe du monde des clubs de la FIFA (5) - Vainqueur en 2014, 2016, 2017, 2018 et 2022 | - Championnat d’Europe - Vainqueur en 2024 - Championnat d'Europe -19 ans - Vainqueur en 2011 - Championnat d'Europe espoirs - Vainqueur en 2013 - Ligue des nations - Vainqueur en 2023 |

### Distinctions personnelles
- Membre de l'équipe-type du championnat d'Espagne en 2017
- Membre de l'équipe-type du onze d'or 2017
- Homme du match de la finale de la Ligue des champions 2023-2024[26]
- Membre de l'équipe-type de la Ligue des champions 2023-2024[27]
- 4e du Ballon d'Or 2024